# Ordre de bataille

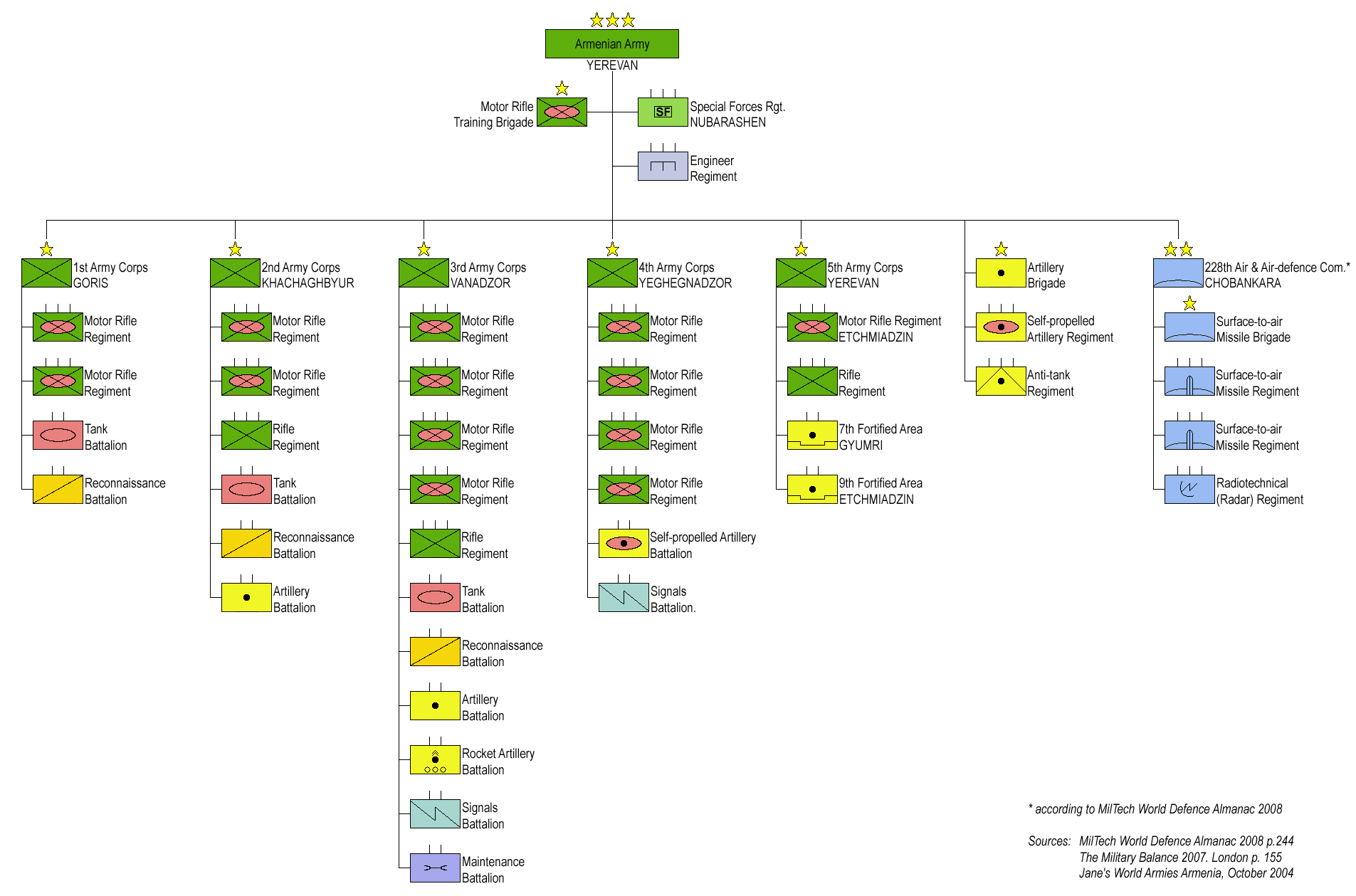
Ordre de bataille de l'armée arménienne (2007)

Un ordre de bataille (ORBAT) est un schéma ou un ensemble d'informations décrivant la structure de commandement d'une formation militaire et de tous ses éléments subalternes.  Représentée sous forme d'organigramme, elle définit la relation de commandement et l'organisation des éléments en cause.  L'ordre de bataille définit le fonctionnement hiérarchique des éléments militaires, selon des formes qui varient selon les doctrines des armées, et permet aux commandants de gérer leurs troupes efficacement Sur les plans tactiques, opérationnels et stratégiques.
Le terme d'ordre de bataille désigne également la formation, la disposition qu'adopte une armée lors d'une bataille.

## Description
Dans le domaine historique ou du renseignement militaire, l'ordre de bataille représente un ensemble d'information décrivant une armée à un moment donné, collecté par les services de renseignement à propos des forces ennemies, et a posteriori par les historiens.
Il permet de comparer les forces impliquées dans une guerre ou dans une bataille.
Les éléments renseignés peuvent inclure la structure organisationnelle de l'armée, notamment sa chaîne de commandement et les unités qui la composent ; l'implantation géographique des unités ; leur équipement et leur puissance de feu ; leur entraînement et leur efficacité ; les tactiques qu'elles utilisent ; la manière dont elles sont approvisionnées ; des informations relatives aux uniformes et aux insignes, etc.